# Ribeira Grande
Ribeira Grande este un oraș în Portugalia în nordtul insulei São Miguel din estul Azore. Are o populație de 28,462 (date din 2001).
- Populație: 28 462 (2001)
- Area: 179,5 km²
- Densitate: 158,56/km²
- Cod poștal: 9???

| Nom                        | Populație | Area               | Densitate | Elevație | Locație                                 |
| -------------------------- | --------- | ------------------ | --------- | -------- | --------------------------------------- |
| Calhetas                   | 780       | 4,7 km²/470 ha     | 166/km²   | -        | -                                       |
| Conceição (Ribeira Grande) | 1 797     | 12,74 km²/1 274 ha | 141,1/km² | 7 m      | 37 N 25 W                               |
| Fenais da Ajuda            | 1 269     | 14,63 km²/1 463 ha | 88,6/km²  | 64 m     | 37,85 (37°51') N 25,31667 (25°19') W    |
| Lomba da Maia              | 1 174     | 20,47 km²/2 047 ha | 57,4/km²  | 339 m    | 37,833 (37°44') N 25,35 (25°21') W      |
| Lomba de São Pedro         | 309       | 6,99 km²/699 ha    | 44,2/km²  | 64 m     | 37 N 25 E                               |
| Maia                       | 1 901     | 21,97 km²/2 197 ha | 86,5/km²  | 89 m     | 37 N 25 E                               |
| Matriz                     | 3 552     | 10,82 km²/1 082 ha | 328,3/km² | -        | 37 N 25 W                               |
| Pico da Pedra              | 2 426     | 6,56 km²/656 ha    | 369,8/km² | 1 m      | 37,8 (37°42') N 25,61667 (25°37') W     |
| Porto Formoso              | 1 267     | 11,46 km²/1 146 ha | 110,6/km² | 171 m    | 37,81667 (37°43') N 25,41667 (25°25') W |
| Rabo de Peixe              | 7 407     | 16,98 km²/1 698 ha | 436,2/km² | 29 m     | 37,8 (37°48') 25,5833 (25°41') W        |
| Ribeira Seca               | 2 550     | 12,51 km²/1 251 ha | 203,8/km² | 20 m     | 37,8167 (37°43') N 25,533 (25°35') W    |
| Ribeirinha                 | 2 124     | 17,75 km²/1 775 ha | 119,7/km² | 144 m    | 37 N 25 W                               |
| Santa Bárbara              | 1 271     | 12,73 km²/1 273 ha | 99,8/km²  | -        | 37 N 25 W                               |
| São Brás                   | 635       | 9.49 km²/949 ha    | 66,9/km²  | -        | 37 N 25 W                               |